# Laguna Lagunillas (sjö i Bolivia)
Laguna Lagunillas är en sjö i Bolivia.   Den ligger i departementet Potosí, i den centrala delen av landet, 50 km söder om huvudstaden Sucre. Laguna Lagunillas ligger 3 530 meter över havet. Arean är 1,3 kvadratkilometer. Den sträcker sig 1,7 kilometer i nord-sydlig riktning, och 1,1 kilometer i öst-västlig riktning.
Omgivningarna runt Laguna Lagunillas är i huvudsak ett öppet busklandskap. Runt Laguna Lagunillas är det ganska glesbefolkat, med 23 invånare per kvadratkilometer.